# Frances Dana Barker Gage
Frances Dana Barker Gage, pseudônimo Tia Fanny (Condado de Washington, 12 de outubro de 1808 – Greenwich, 10 de novembro de 1884) foi uma importante reformadora, feminista e abolicionista norte-americana. Ela trabalhou em estreita colaboração com Susan B. Anthony e Elizabeth Cady Stanton, juntamente com outras líderes do primeiro movimento pelos direitos das mulheres nos Estados Unidos. Ela foi uma das primeiras a defender o direito de voto para todos os cidadãos, independentemente da raça ou do género, e foi uma defensora particularmente aberta da concessão do direito de voto às mulheres afro-americanas recentemente libertadas durante a Reconstrução, juntamente com os homens afro-americanos que anteriormente tinham sido escravizados.

## Primeiros anos e educação
Filha dos agricultores Elizabeth Dana (1771–1835) e do coronel Joseph Barker (1765–1843), Frances Dana Barker nasceu perto de Marietta, Ohio, em 12 de outubro de 1808. A casa de sua família ainda existe e foi tombada como sítio histórico. Frances era a décima de onze filhos. Em 1788, os Barkers deixaram Nova Hampshire e cruzaram os Montes Allegheny com Rufus Putnam, e estiveram entre os primeiros colonos no Território Noroeste dos Estados Unidos. Em 1º de janeiro de 1829, ela se casou com James L. Gage (1800–1863), um advogado abolicionista de McConnelsville, Ohio. Ele era universalista e amigo do evangelista Stephen R. Smith. Pregadores universalistas viajantes, como George Rogers e Nathaniel Stacy, muitas vezes ficavam na casa dos Gage.

## Carreira

### Ativismo

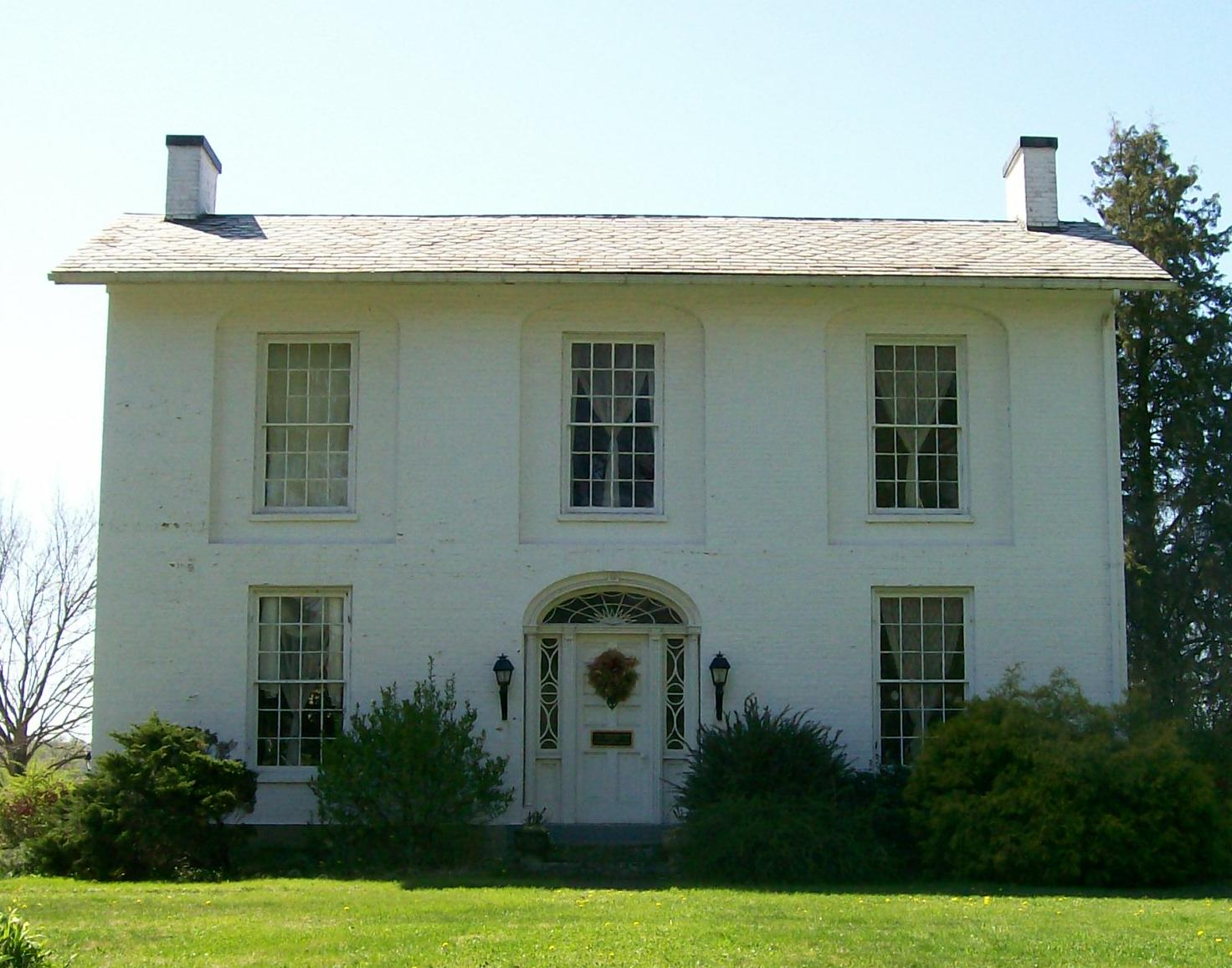
A Casa do Coronel Joseph Barker em abril de 2010. É a casa onde Gage cresceu durante sua vida

Gage escreveu que seu trabalho no sufrágio feminino começou quando ela tinha dez anos, em 1818. Ela ajudou o pai a fazer barris e seu trabalho foi tão bem executado que o pai elogiou seu trabalho, mas depois lamentou seu "acidente de gênero". Gage escreveu que este foi um ponto de viragem para ela, o incidente trazendo à tona o ódio às limitações do sexo e estabelecendo as bases para o seu ativismo posterior.
Embora Gage tenha sido inspirada desde cedo, ela só começou seu trabalho ativista depois de 1848. Em 1850, ela realizou uma convenção em McConnelsville, Ohio, da qual compareceram setenta pessoas. Os participantes da convenção lutaram para que raça e gênero fossem removidos dos requisitos de cidadania estadual e direitos de voto na Constituição de Ohio. O trabalho deles não teve sucesso.
Ela foi uma ativista nos movimentos de temperança, antiescravidão e pelos direitos da mulher, e em 1851 presidiu uma convenção pelos direitos da mulher em Akron, Ohio, onde seu discurso de abertura apresentando Sojourner Truth atraiu muita atenção. Doze anos depois, em 1863, Gage registrou sua lembrança do discurso de Truth, "Ain't I a Woman?" A versão de Gage difere notavelmente dos relatos de 1851, alongando o discurso, acrescentando o refrão frequentemente repetido "não sou uma mulher", e traduzindo-o em uma imitação semelhante a um menestrel do discurso dos escravos do sul - discurso padrões que Truth, tendo crescido em Nova Iorque falando holandês, não possuía. Apesar da sua historicidade duvidosa e das conotações racistas, a sua versão tornou-se o texto padrão e o relato desse famoso discurso.
Em 1853, ela se mudou para St. Louis, Missouri, onde foi frequentemente ameaçada de violência devido às suas opiniões antiescravistas. Seis meses depois de se mudar para St. Louis, ela foi eleita presidente da Convenção Nacional dos Direitos da Mulher em Cleveland, em outubro. Em 1857 ela visitou Cuba, São Tomás e Santo Domingo, e voltou para escrever e dar palestras. O radicalismo de Gage teve saídas limitadas num estado escravista, como o Missouri. Ela e sua família voltaram para Columbus, Ohio, em 1860. A saúde de James estava piorando e a família sobreviveu a três incêndios misteriosos, provavelmente provocados pelas opiniões abolicionistas de Frances.
Em 1860, Gage tornou-se editora do Departamento Feminino do Ohio Cultivator, onde defendeu feministas e abolicionistas. Ela também fez lobby por uma lei em Ohio para que as mulheres casadas tivessem os mesmos direitos de propriedade que os homens, mas não teve sucesso.
Quando a Guerra Civil Americana começou, ela foi contratada pela Comissão Sanitária Ocidental; ela viajou pelo rio Mississippi para ajudar os feridos em Vicksburg, Natchez e Memphis. De 1863 a 1864 ela foi superintendente, sob o comando do general Rufus Saxton, responsável pela Ilha Parris, na Carolina do Sul, refúgio para mais de 500 escravos libertos. Lá ela conheceu e fez amizade com a enfermeira Clara Barton, que trabalhava nas proximidades. Eles compararam suas infâncias e discutiram universalismo e literatura. Gage ingressou na American Equal Rights Association em 1863 como lobista e escritor remunerado.
Embora em 1865 ela tenha ficado aleijada quando sua carruagem capotou em Galesburg, Illinois, ela continuou a dar palestras. Seus discursos cobriram sua "causa trina": primeiro, a abolição; segundo, os direitos das mulheres; e terceiro, temperança. Os líderes dos direitos das mulheres e amigos como Elizabeth Cady Stanton, Susan B. Anthony, Amelia Bloomer, Lucy Stone e Antoinette Brown encorajaram Gage a ser o emissário dos direitos das mulheres no meio-oeste da América. Seu circuito de palestras incluiu Illinois, Indiana, Iowa, Massachusetts, Missouri, Nebraska, Nova York, Ohio e Pensilvânia, Louisiana, Mississippi e Tennessee. Em 1867 ela falou no primeiro aniversário da American Equal Rights Association.

Quando realizarmos a votação, ficaremos ali. Os homens esquecer-se-ão de nos dizer que a política é degradante. Eles se curvarão e realmente respeitarão as mulheres a quem agora falam banalidades; e lisonjas tolas, olhos brilhantes, bochechas rosadas, dentes perolados, lábios de rubi, as mãos macias e delicadas de refinamento e beleza, não serão o fardo de sua canção; mas a força, o poder, a energia, a força, o intelecto e a coragem que a feminilidade deste país exercerá, e que se infundirá em todas as camadas da sociedade, deve tornar todos os seus homens e mulheres mais sábios. e melhor.

### Trabalhos publicados por Gage
Gage escreveu livros e poemas infantis, sob o pseudônimo de "Tia Fanny". Seus livros incluem Fanny at School, Fanny's Birthday e Fanny's Journey . Ela escreveu para The Ohio Cultivator e outras revistas regionais; ela se retratou como uma pessoa calorosa e doméstica que oferecia conselhos e orientação a donas de casa isoladas em Ohio. Ela escreveu ensaios, cartas, poesias e romances. Entre as outras publicações para as quais ela contribuiu estavam a Western Literary Magazine, New York's Independent, Missouri Democrat, Cincinnati's The Ladies' Repository, Field Notes e The National Anti-Slavery Standard, além de ter sido uma das primeiras colaboradoras do Saturday Review. Gage publicou Poemas (1867); Elsie Magoon, ou a Old Still-House in the Hollow: A Tale of the Past (1872); Steps Upward (1873); e Gertie's Sacrifice, ou Glipses of Two Lives (1869). "A Hundred Years Daí" foi um hino composto por Gage e cantado pela primeira vez em 1875.
A opressão e a guerra não serão mais ouvidas

Nem o sangue de um escravo deixar sua impressão em nossa costa,

As convenções serão então uma despesa inútil,

Pois todos nós teremos voto livre, daqui a cem anos.

## Vida pessoal
Ela não era adepta a sua religiosidade durante toda a vida.

Chegou um momento em que os universalistas se recusaram a me acompanhar como abolicionista, defensora dos direitos das mulheres, defensora sincera da temperança”, escreveu ela já no final da vida. “Então me ocorreu que a morte de Cristo como expiação pelos pecadores era não a verdade, mas ele morreu pelo que acreditava ser a verdade. Depois veio a guerra, depois os problemas, depois a paralisia, e durante 14 anos não ouvi um sermão porque sou um aleijado demais. Tenho lido muito, pensado muito e sinto que a vida é preciosa demais para ser dedicada a doutrinas.

Frances casou-se com James L. Gage no Ano Novo de 1829. Ao longo do casamento de 35 anos, James apoiou o compromisso de Frances de ajudar os outros. Eles criaram oito filhos. Quatro de seus filhos lutaram pelo Exército da União durante a Guerra Civil Americana. No outono de 1862, Frances e sua filha Mary viajaram para as Ilhas do Mar, na Carolina do Sul, para treinar ex-escravos. Em 1863, James Gage ficou gravemente doente e morreu em Columbus, Ohio. Frances Gage sofreu um derrame debilitante em 1867. Ela morreu em Greenwich, Connecticut, em 10 de novembro de 1884.

## Obras publicadas

### Coletânea da Tia Fanny
- Fanny at School (em inglês)
- Fanny's Birthday (em inglês)
- Fanny's Journey (em inglês)

### Outras ficções
- 1872: Elsie Magoon, or the Old Still-House in the Hollow: A Tale of the Past (em inglês)
- 1873: Steps Upward (em inglês)
- 1869: Gertie's Sacrifice, or Glimpses of Two Lives (em inglês)

### Poesia
- 1867: Poems (em inglês)

### Hino
- "A Hundred Years Hence" (em inglês)